# Dalhem
|  | No s'ha de confondre amb País de Dalhem. |

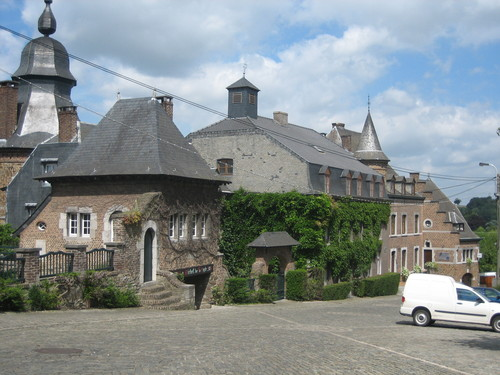
Dalhem, el «Wichet de la Rose»

Dalhem (Dålem en való, ‘s-Graven-Dalhem (en neerlandès (poc usat)) és una municipi belga de la província de Lieja a la regió valona. El 2007 tenia uns 6.500 habitants. Es troba a un promontori al conflent del Bolland i del Berwijn a l'inici de l'altiplà d'Herve.

## Història

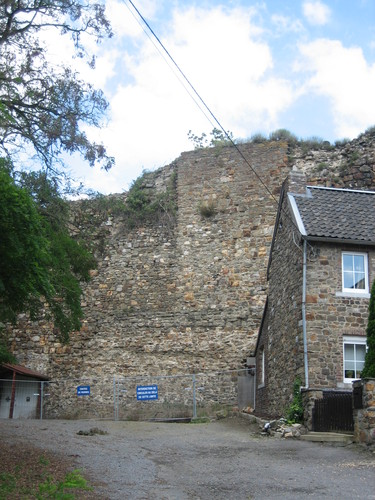
Ruïnes del castell

El primer esment del poble data del 1180 quan el comte de 's-Gravenvoeren va decidir de transferir el seu castell a Dalhem que va esdevenir així la capital del País de Dalhem. La seu del tribunal va romandre a 's-Gravenvoeren. Fins al 1085 el territori pertanyia a Herman II de Lotaríngia. El 1239, el duc de Brabant Enric II va combatre el comte de Dalhem, Teodoric d'Hochstaden que va cedir el territori al duc, el país de Dalhem va esdevenir una unió personal amb Brabant. El 1648 durant la guerra dels Vuitanta Anys, va pertànyer als estats de la República de les Set Províncies Unides. La presència de l'escut de la Casa d'Orange-Nassau damunt la porta de la casa de la vila data d'aquesta època. Del castell fortificat només queden unes ruïnes. El 1661, després del Tractat de partició una part del País de Dalhem serà incorporat als Països Baixos espanyols ocupats per Castella, però Dalhem, Sant Andreu, Bolbeek, Feneur, Berneau i Trembleur queden un exclavament de la República fins que al Tractat de Fontainebleau (1785) passaron als Països Baixos austríacs durant el regne de Josep II del Sacre Imperi Romanogermànic. De l'entitat actual, tots els nuclis pertanyien al comtat, tret de Mortroux que era part del ban de Herve al ducat de Limburg.

## Llocs d'interès
- La vila alta
- Les ruïnes del castell

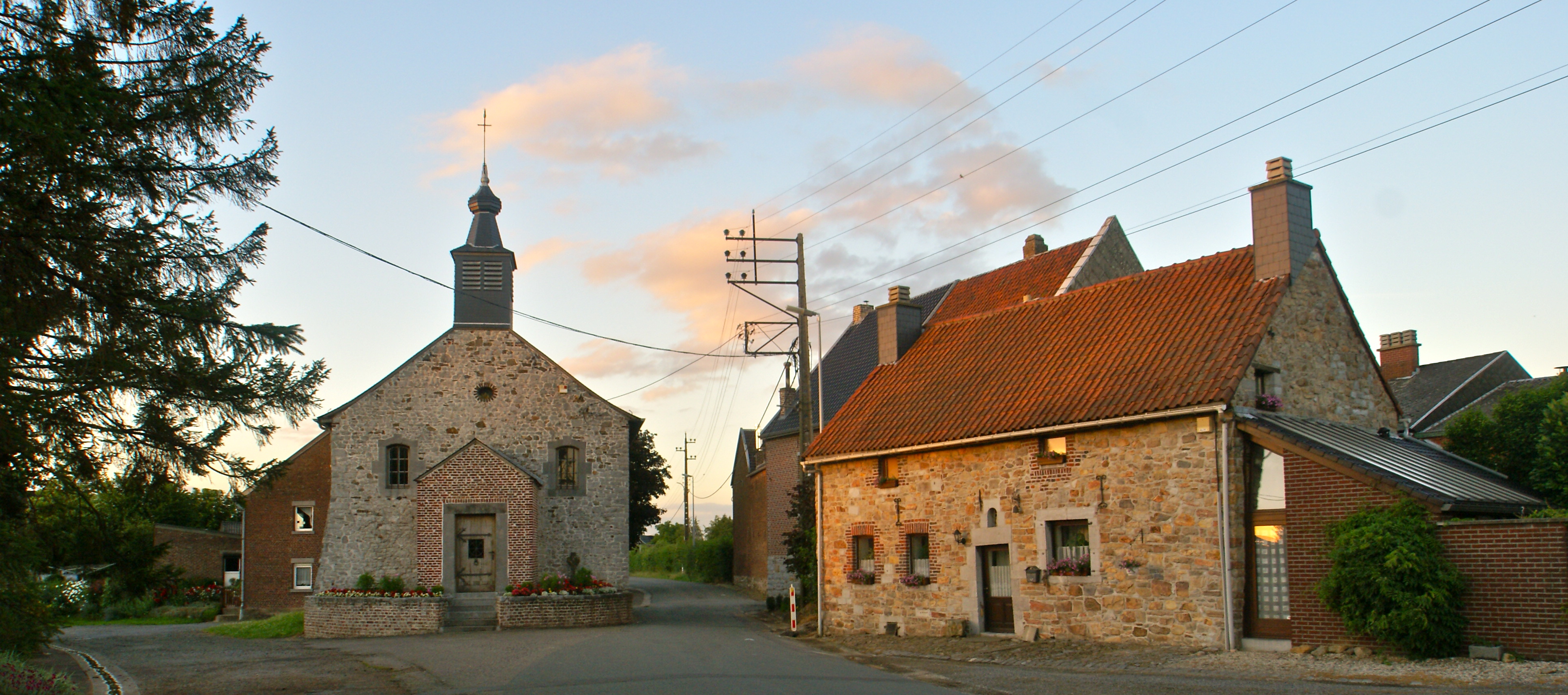
Bombaye, capella Sangville

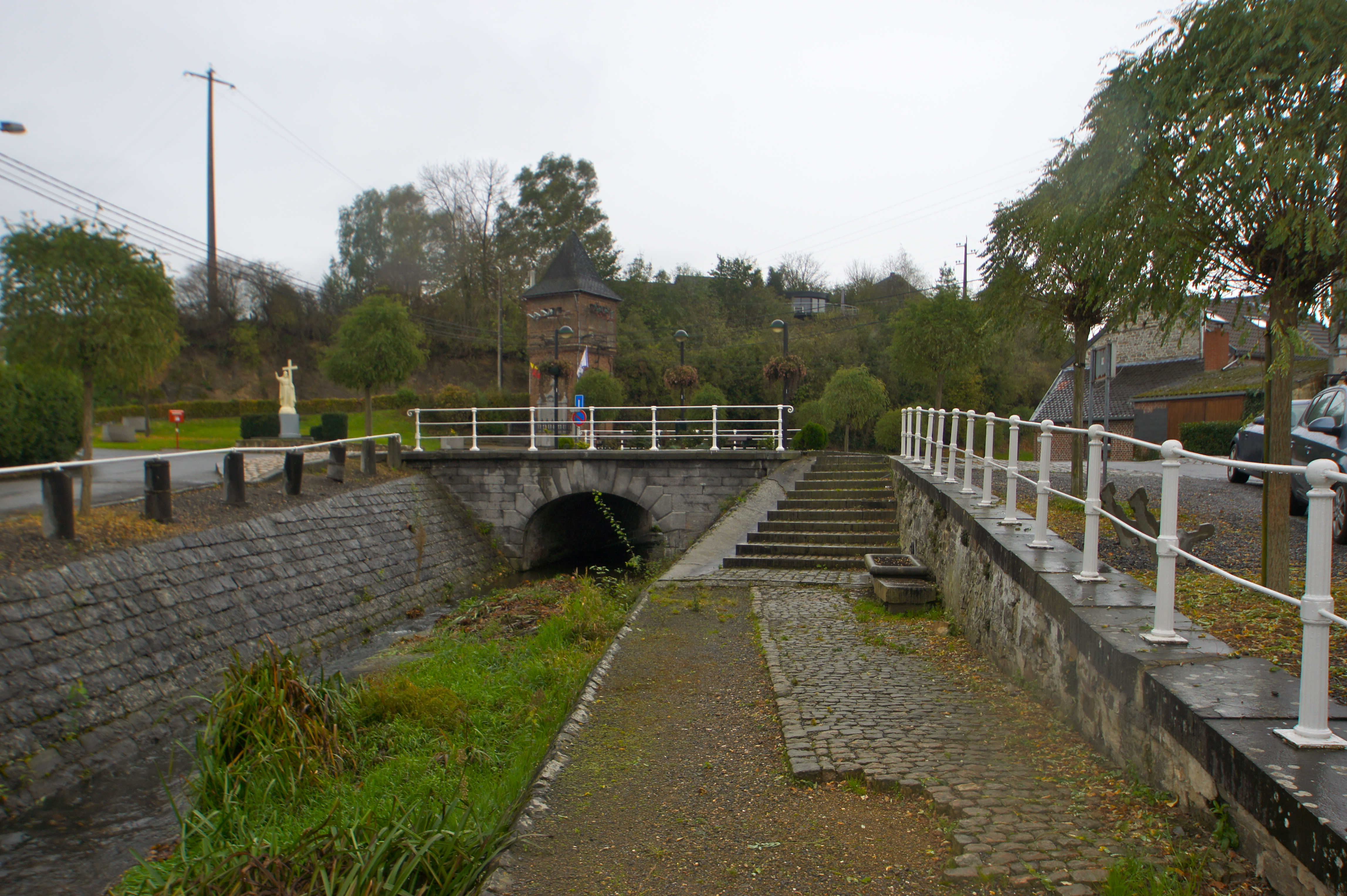
Un pont al Ri d'Asse a Mortroux

- El fort d'Aubin-Neufchâteau, part del segon cinturó dels forts de Lieja
- La capella de Sangville a Bombaye
- El Borcht o castell dels senyors de Borchgrave a Berneau
- El festival de les Bandas a la primera setmana d'agost

## Nuclis

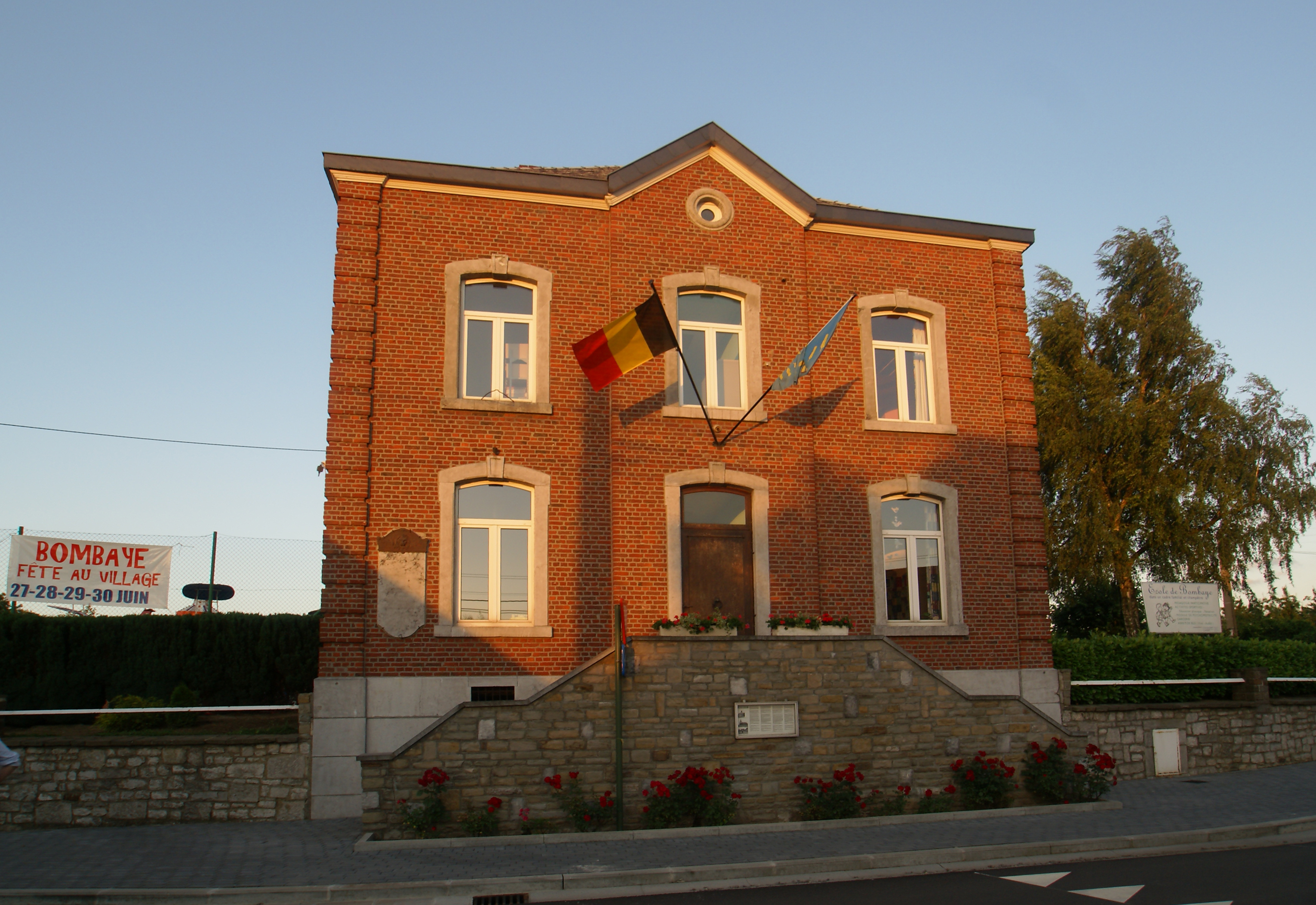
Antiga casa de la vila de Bombaye

- Dalhem
- Saint-André (Dalhem)
- Berneau
- Bombaye (Bolbeek)
- Feneur
- Mortroux
- Neufchâteau
- Warsage (Weerst).

## Fill predilecte
- Albert Thys (1849-1915) polític, militar i empresari belga